# Elektrowiert
Elektrowiert – urządzenie napędzające sprzężony z nim świder wiertniczy, stosowane w trakcie wierceń obrotowych. Zasadniczym elementem elektrowiertu jest zasilany z powierzchni silnik elektryczny, przekazujący wytworzony moment obrotowy na narzędzie wiercące.